# 沙鹿朝興宮
24°14′18″N 120°33′42″E / 24.238439°N 120.561562°E
沙鹿朝興宮，是位於臺灣臺中市沙鹿區洛泉里的媽祖廟，其媽祖稱為「社口媽」、「沙鹿媽」。

## 沿革
相傳建廟原因是至臺灣撫慰原住民的欽差在海上遇風雨，至水裡港上岸脫險，遂感謝媽祖庇祐而在雍正十年（1732年）興建廟宇。因位於早年原住民出入的社口，故被稱為「社口媽」。1765年沙鹿庄民王發募款重修，至乾隆末年巡台御史黃叔敬再度蓋屋。
1935年新竹－台中地震此廟倒塌，信士李草語改建為木造，後1952年至1954年地方仕紳洪斗、王聯錦、紀金選等人獻地捐錢。1955年重修告竣時的8月14日，沙鹿鎮鎮長紀金選、沙鹿義勇消防隊音樂團、沙鹿永樂軒、新生園等數百人士在沙鹿車站迎接特來樹匾「海國安瀾」的北港鎮高木、許慷慨、高總成、蔡世宗等一行人。
九二一地震損毀，2004年底由主任委員蔡煙推動重新改建，2006年2月16日拆除重建。原廟址約50坪，委員會以1800萬元購買廟宇後方約200坪用地，興建地下1樓、地上2樓的新廟。2014年慶祝落成，12月10日至15日舉行慶成祈安清醮大典，在洛泉里中山路旁設壇，和平街、日新街、文昌街、大新街設3000多桌各式祭品普渡、敬獻5萬公斤白米、110頭豬及20多隻羊。
今址為沙鹿鎮洛泉里和平街18號。

## 軼事
重建時，2007年報導有信徒質疑廟內媽祖神像前的千里眼與順風耳神像顏色漆反，千里眼膚色居然是紅面紅身、順風耳為綠面綠身，認為有錯，建議廟方改變。
該林姓民眾說大甲鎮瀾宮、鹿港天后宮、台南大天后宮等知名媽祖廟的千里眼皆綠面綠身、順風耳紅面紅身。廟方會計楊齡芳說，這兩神像在五十年前修建時便如此，廟方也不清楚是否有錯。中研院中國文哲研究所研究員李豐楙指出，根據《封神演義》、《天后聖母聖跡圖志》等民俗故事，千里眼是商紂王戰將高明轉世的綠桃精，順風耳是高覺轉世的紅桃精，但也有民間傳說講千里眼是紅色的金精將軍、順風耳是綠色的水精將軍。
靜宜大學教授林茂賢則表示顏色不重要，造型才是關鍵，說各廟宇的千里眼不僅有傳統綠色，還有黑的、深藍的，順風耳顏色也沒統一。北港朝天宮的千里眼膚色則是塗紅。